# Radotín (district de Přerov)
Pour les articles homonymes, voir Radotín.
Radotín (en allemand : Radotein) est une commune du district de Přerov, dans la région d'Olomouc, en République tchèque. Sa population s'élevait à 182 habitants en 2020.

## Géographie
Radotín se trouve à 6,3 km au sud-est du centre de Lipník nad Bečvou, à 13,5 km à l'est-nord-est de Přerov, à 30 km au sud-est d'Olomouc et à 240 km à l'est-sud-est de Prague.
La commune est limitée par Lhota et Týn nad Bečvou au nord, par Soběchleby à l'est et au sud, et par Oprostovice et Kladníky à l'ouest.

## Histoire
La première mention écrite de la localité date de 1447.

## Transports
Par la route, Radotín se trouve à 9 km de Lipník nad Bečvou, à 18 km de Přerov, à 37,5 km d'Olomouc, à 39 km de Zlín et à 300 km de Prague.